# Ў (галерея)
53°54′38″ пн. ш. 27°34′32″ сх. д. / 53.91055556° пн. ш. 27.57555556° сх. д.
Галерея сучасного мистецтва «Ў» почала діяльність на початку жовтня 2009 року в центрі Мінська. Проєкт поєднує в одному просторі галерейну залу, книгарню та кав'ярню з бібліотекою сучасного мистецтва. В галереї відбуваються лекції мистецтвознавців, кураторів та митців, майстер-класи, презентації новинок авторського кіно. Крім того в галереї проводять семінари в галузі мистецтвознавства, арт-менеджменту, кураторської справи за участю білоруських та іноземних спеціалістів.
З січня 2014 року в приміщенні галереї відбуваються неформальні курси білоруської мови «Мова нанова».